# Martín Llade
Martín Llade (Sant Sebastià (Guipúscoa), 1976) és un periodista i melòman espanyol. En 2016 va obtindre el Premi Ondas al millor presentador de ràdio pel programa Sinfonía de la mañana que dirigeix a Radio Clásica de Radio Nacional de España.

## Biografia
Va nàixer a Sant Sebastià el 16 de setembre de 1976, es va llicenciar en periodisme i publicitat per la Universitat del País Basc. En la seua faceta de periodista radiofònic ha treballat en diversos mitjans, entre ells Euskal Telebista, Punto Radio i des de 2006 en Radio Clásica, cadena en la qual ha obtingut èxit amb el programa Sinfonía de la mañana que s'emet de dilluns a divendres i en el qual mescla anècdotes reals de compositors i intèrprets de música clàssica amb una selecció de les seues obres.
En la seua faceta d'escriptor ha publicat els llibres de ficció Oboe i La orgía eterna. Entre els anys 2003 i 2010 va ser coordinador de redacció de la revista de música clàssica Melómano. Va participar com a guionista del curt Primera persona estrenat en la 49 edició del Festival Internacional de Cinema de Sant Sebastià, així com del film Arteros.

## Programes
- La zarzuela a Radio Clásica. Espai dedicat al gènere de la sarsuela i la música lírica espanyola. S'emet els diumenges de 10 a 11.30 hores.
- Todas las mañanas del mundo a Radio Clásica. Va acabar la seua emissió el 30 de juny de 2014, sent substituït per Sinfonía de la mañana a la mateixa emissora.
- Sinfonía de la mañana a Radio Clásica. S'emet de dilluns a divendres de 8 a 9.30 hores.
- El despertador clásico a Radio Nacional, (secció del programa No es un día cualquiera, dirigit i presentat per Pepa Fernández).
- Des del 2018 ha comentat per RTVE el Concert d'Any Nou substituint José Luis Pérez de Arteaga.

## Premis Ondas
En la 63a edició dels Premis Ondas, entregats en 2016 per Radio Barcelona de la Cadena SER, Martín Llade va obtindre el premi al millor presentador de radi parlada, coincidint amb el 50 aniversari de Radio Clásica.